# 涅爾謝斯·伯多祿十九世
涅爾謝斯·伯多祿十九世（1940年31月17日—2015年6月25日）是亞美尼亞籍天主教亞美尼亞禮宗主教及第十九任亞美尼亞禮天主教會西利西亞宗主教。

## 生平
他在1940年1月17日出生於埃及王國開羅，在8個孩子中排行第五。在開羅就讀小學和中學，1958年曾就讀過羅馬宗座額我略大學的哲學和神學。1965年8月15日晉升為神父。
於1990年2月18日晉牧，被時任教宗若望·保祿二世任命為亞歷山大教區主教。在1999年10月3日，在教會教務會議當選為亞美尼亞天主教第十九任宗主教，接替榮休的霍夫漢涅斯·伯多祿十八世。並同年12月13日被時任教宗若望保祿二世任命為亞美尼亞禮天主教會西利西亞宗主教。
貝德羅斯宗主教於2015年6月25日上午因心臟博停，在黎巴嫩首都貝魯特的一間醫院安息主懷，享年75歲，宗主教的殡葬彌撒於7月1日在黎巴嫩貝魯特聖厄裏亞主教座堂舉行。